# Otero de Bodas
Otero de Bodas ist ein nordwestspanischer Ort und eine Gemeinde (municipio) mit nur noch 166 Einwohnern (Stand: 2024) im Süden der Provinz Zamora in der Autonomen Gemeinschaft Kastilien-León. Zur Gemeinde gehört neben dem namensgebenden Hauptort Otero de Bodas die Ortschaft Val de Santa María.

## Lage und Klima
Otero de Bodas liegt am westlichen Rand der Kastilischen Hochebene (Meseta Iberica) in einer Höhe von ca. 835 m. Die Provinzhauptstadt Zamora ist gut 70 km (Fahrtstrecke) in südsüdöstlicher Richtung entfernt. Das gemäßigte Kontinentalklima wird nur selten vom Atlantik beeinflusst; Regen (581 mm/Jahr) fällt vorwiegend im Winterhalbjahr.

## Bevölkerungsentwicklung
| Jahr      | 1970 | 1981 | 1991 | 2001 | 2011 | 2021 |
| Einwohner | 475  | 375  | 310  | 256  | 222  | 151  |

## Sehenswürdigkeiten

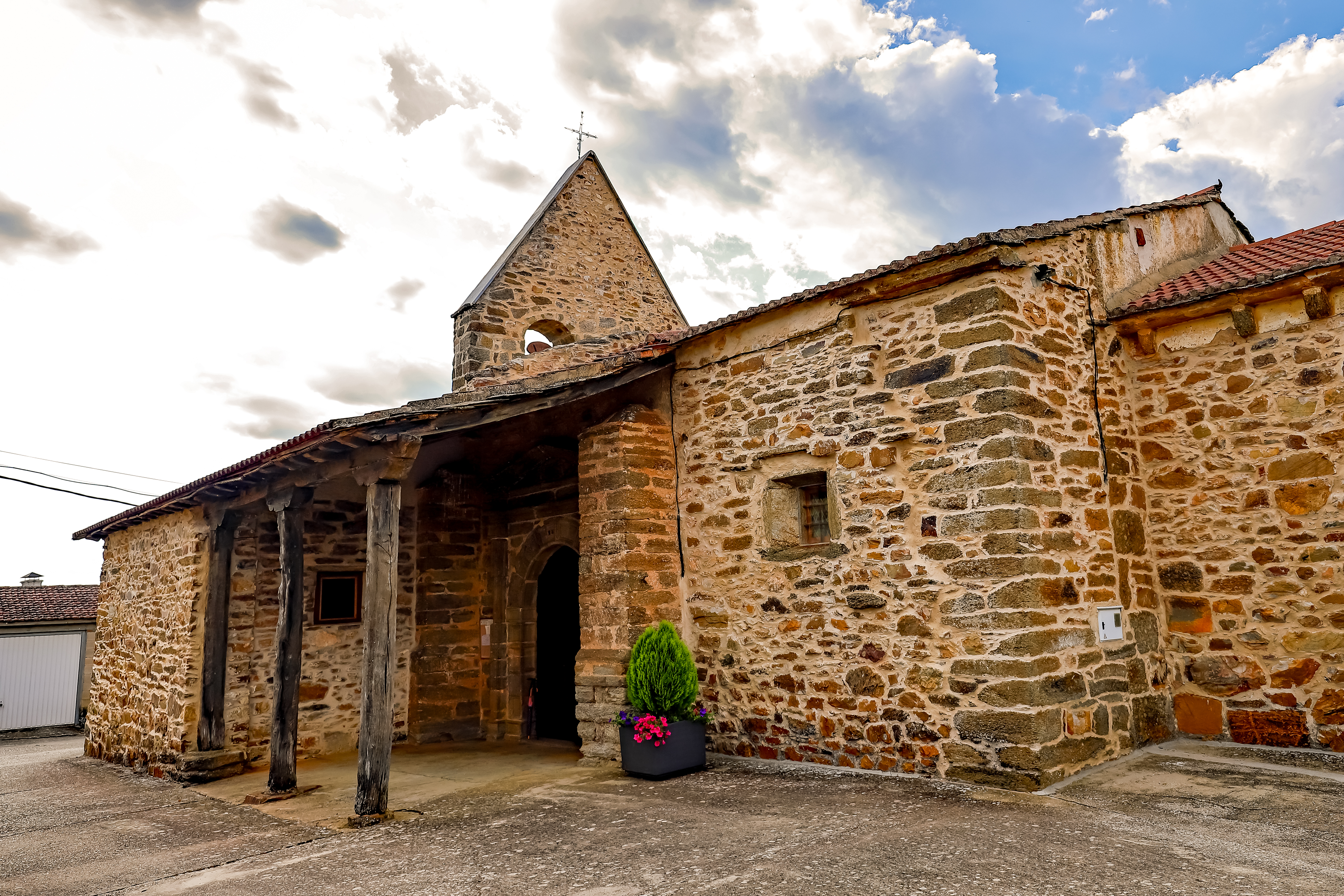
Jakobuskirche
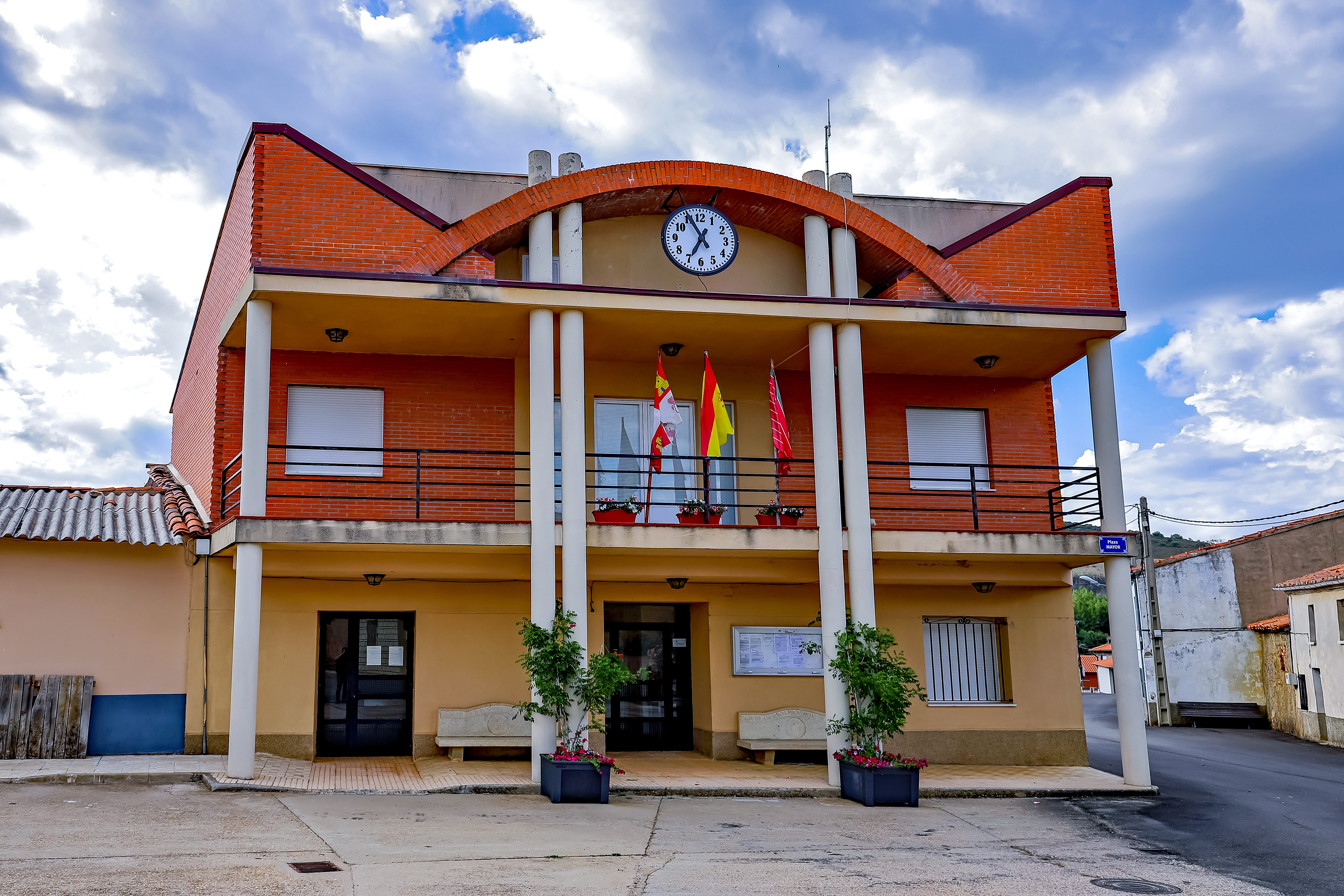
Rathaus

- Jakobuskirche
- Rathaus